# Central Park (Band)
Central Park ist eine 1983 gegründete deutsche Progressive-Rock-Band aus München.

## Geschichte
Die in den frühen 1980er Jahren gegründete Band stand bereits kurz vor der Unterzeichnung eines Vertrags bei Chrysalis Records, als Sänger Heiko Möckel aus persönlichen Gründen 1989 austrat und es zur Auflösung der Formation kam.
Inspiriert durch Rick Wakeman nach einem Yes-Konzert in der Olympiahalle München kam es 2005 zur Neugründung in Originalbesetzung. Der erste Auftritt fand 2006 beim Theatron MusikSommer statt. Im gleichen Jahr erschien das Debütalbum unexpected mit beigelegter DVD, und die Fachpresse wurde auf die Band aufmerksam. Unter anderem vergab das Musikmagazin Rolling Stone drei Sterne für das Album. Aufgenommen wurden weitestgehend Lieder aus den 1980er Jahren. Die weibliche Gesangsstimme auf dem Album stammt von der Musicalsängerin Dagmar Hellberg.
Nach der Veröffentlichung des Albums konzentrierte sich Central Park auf Bühnenauftritte, unter anderem als Support für Fish, Pavlov’s Dog oder Subsignal. Anfang 2008 erschien dann ein Live-Album eines Unexpected-Konzerts, ebenfalls mit beiliegender DVD. Gesanglich unterstützt wurde Frontmann Heiko Möckel beim Konzert durch die Münchener Sopransängerin Corinna Reithuber aka „Cory Godess“. Aufgenommen wurde das Album und die DVD 2007 bei der 1. Münchener Prog-Nacht. Im Juli 2008 traten Central Park auf dem Night-of-the-Prog-Festival vor mehreren tausend Besuchern auf.
Nachdem Sänger Heiko Möckel nach Köln gezogen war, ersetzte ihn im Frühsommer 2010 Sängerin Jannine Pusch, was musikalisch zu Veränderungen führte. Im Januar 2011 erschien dann das Album reflected. Die meisten Texte darauf wurden von Pusch beigesteuert. Nicht nur das Online-Musikmagazin vampster hob hervor, dass zentraler Bestandteil des Albums der in drei Teile aufgeteilte Longtrack Vision of Cassandra sei, der inhaltlich auf dem gleichnamigen Bild der Münchener Fotografin Aniela Adams basiert.
Seit 2012 tritt die Band wieder mit dem Originalsänger auf. 2013 verließ Schlagzeuger Artur Silber die Formation und wurde durch Holger Röder ersetzt. 2013 veröffentlichte Central Park ein weiteres Live-Album mit Konzertaufnahmen vom Münchener Theatron-Festival im Sommer 1985, gleichzeitig die DVD Live at Theatron Munich mit Aufnahmen von 2011. Die Zeitschrift Classic Rock titulierte ihr Review zur Veröffentlichung mit den Worten: „Historisch wertvoll, qualitativ hochwertig“.
Im Spätsommer 2015 nahm Heiko Möckel seinen Abschied von Central Park. Ende Oktober 2015 trat die Sängerin Bärbel Kober seine Nachfolge an.
Nach den Aufnahmen zu At the Burial Vault hat Holger Röder die Band Ende 2017 verlassen, nachdem er sich mit dem neuen Acoustic-Projekt von Central Park in Zusammenarbeit mit dem österreichischen Schauspieler Ferdinand Pregartner - Verbal-Inferno trifft Acoustic Rock! - nicht anfreunden konnte.
Mit dem neuen Schlagzeuger Arnold Zöhrer, der einen eher perkussiven Background hat, lösten sich Central Park endgültig vom bisher gespielten Bombastsound und entdeckten nach der neuen Devise Keep It Simple, dass Progressive Rock sehr wohl auch ohne Effekte auskommen kann. Sowohl ältere als auch Stücke aus dem aktuellen Studioalbum At the Burial Vault wurden umarrangiert und in einem akustisch puren Klanggewand überraschend neu interpretiert. Filigran. Virtuos. Stimmgewaltig.
Der Gitarrist Hans Ochs verlässt im Sommer 2020 auf eigenen Wunsch die Band. Sein Nachfolger wird Anfang 2021 Schorsch Hampel, der seit Gründungszeiten für die meisten Songtexte verantwortlich zeichnet, zuletzt für das Studioalbum At the Burial Vault.

## Diskografie

### Alben
- 2006: unexpected (inkl. DVD; Transformer Records / Point Music)
- 2008: Live! - The Unexpected Concert (inkl. DVD; Transformer Records / Point Music)
- 2011: reflected (Rockville)
- 2013: Connect it (....live 85) (inkl. DVD Live at Theatron Munich; Transformer Records/Cargo)
- 2018: At the Burial Vault (Transformer Records)
- 2019: Keep It Simple (EP; Transformer Records)
- 2020: Verbal-Inferno trifft Acoustic Rock! (Blu-ray Disc / Live at Kultur-Etage Riem, 4. November 2019 mit Ferdinand Pregartner; Transformer Records)

### Samplerbeiträge
- 2006: Witness of Today auf Melodic Rock (Sony BMG Music)
- 2006: Sleep on Mr. President auf Eclipsed - The Art of Sysyphus Vol. 37 (eclipsed)
- 2008: Witness of Today auf Nonplusultra - Melodic Rock (Sony BMG Music)
- 2011: Guns R Us (Special Edit) auf Eclipsed - The Art of Sysyphus Vol. 57 (eclipsed)
- 2013: Marching Through the Meadow auf Eclipsed - Music from Time and Space Vol. 49 (eclipsed)